# Kępa Falenicka
Kępa Falenicka – przysiółek wsi Kępa Okrzewska w Polsce położony w województwie mazowieckim, w powiecie piaseczyńskim, w gminie Konstancin-Jeziorna.
W latach 1975–1998 miejscowość administracyjnie należała do województwa warszawskiego.